# (38331) 1999 RT130
1999 RT130 (asteroide 38331) é um asteroide da cintura principal. Possui uma excentricidade de 0.18470010 e uma inclinação de 12.10712º.
Este asteroide foi descoberto no dia 9 de setembro de 1999 por LINEAR em Socorro.